# 達夫 (內布拉斯加州)
達夫（英語：Duff）是位於美國內布拉斯加州羅克縣的非建制地區。

## 歷史
達夫的郵局於1892年設立，1901年關閉後又於1903年重啟，最終於1955年停運。

## 地理
達夫所處的海拔為高於海平面763米（即2503英呎），而該地所採用的時區為UTC-6，即北美中部时区（CST）。同時該地設有夏令時間，為UTC-6調快一小時，即UTC-5（CDT）。